# Route nationale 65
Die Route nationale 65, kurz N 65 oder RN 65, ist eine französische Nationalstraße.

## Geschichte
Die Straße verlief von 1824 bis 1973 zwischen Neufchâteau und Bonny-sur-Loire. Sie geht auf die Route impériale 83 zurück. Ihre Länge betrug 269,5 Kilometer. 1973 wurden die Abschnitte zwischen Chaumont und der N 6 in Auxerre sowie zwischen der Autoroute A 6 bei Auxerre und Bonny-sur-Loire abgestuft. 1978 wurde der Abschnitt von Neufchâteau bis Chaumont von der N 74 übernommen.
Westlich von Chaumont unterquerte die Nationalstraße das Viadukt von Chaumont ursprünglich dreimal und mit einem Bahnübergang die Bahnstrecke Paris–Mulhouse, sowie mit einem weiteren Bahnübergang ein Gleis der Bahnstrecke Blesme-Haussignémont–Chaumont. Mitte der 1930er Jahre wurde eine neue Straße durch den Wald gebaut, die diese Bahnübergänge, sowie eine Viaduktunterquerung umgeht. Heute liegt an der alten Straße das Zone industrielle Dame Hugenotte. Der eingleisige Bahnübergang ist zurückgebaut und eine Querung der Bahnstrecke an der Stelle ist nicht mehr möglich. An diese neue Straße ist mittlerweile die Ostumgehung von Chaumont, sowie Bretheny und Bologne angeschlossen.

## Seitenäste

### N 65a
Die erste Route nationale 65A, kurz N 65A oder RN 65A führte von 1897 bis 1933 von Bonny-sur-Loire nach Beaulieu-sur-Loire. Diese ist im Hauptartikel Route nationale 65a beschrieben. 1933 wurde eine Westumgehung von Chaumont zwischen der N 65 und der N 19 als Seitenast N 65A festgelegt. Diese wurde im gleichen Jahr noch zur N 65B. Zeitgleich wurde eine Straße östlich von Neufchâteau als N 65A ausgeschildert. Sie verläuft parallel südlich zur N 65 in einem Bogen und ist weniger als ein Kilometer lang. Diese taucht in einigen alten Karten auch als N 65Et und N 65R auf. 1973 wurde sie zur Route départementale D 165a abgestuft.

### N 65b
Die Route nationale 65B, kurz N 65B oder RN 65B, war ein Seitenast der N 65, der von 1933 bis 1973 westlich von Chaumont als Umgehung der Stadt zu einer Straßenkreuzung mit der N 19 führte. Sie wurde 1933 als N 65A festgelegt und im gleichen Jahr noch umnummeriert. Heute ist die knapp einen Kilometer lange Straße eine Départementsstraße und trägt die Nummer D 65B.